# Franck Songo'o
Franck Steve Songo'o (Yaoundé, 14 mei 1987) is een voormalig voetballer met de Frans-Kameroense dubbelnationaliteit. Hij speelde als offensieve flankspeler. Franck Songo'o is de zoon van Jacques Songo'o, die als keeper speelde voor onder andere het Spaanse Deportivo de La Coruña en het nationale elftal van Kameroen, en een achterneef van Samuel Eto'o.

## Clubcarrière
Songo'o vertrok in 2001 van Orillamar uit A Coruña naar de jeugd (cantera) van FC Barcelona. Via de jeugdelftallen, waarin hij in zijn eerste twee seizoenen bij de Catalaanse club samenspeelde met onder meer Francesc Fàbregas, Lionel Messi, Gerard Piqué en Marc Pedraza in het Mini Equipo de Sueño, kwam Songo’o bij Barça C. In augustus 2005 werd hij door FC Barcelona voor 300.000 euro verkocht aan het Engelse Portsmouth FC. Daar speelde Songo'o maar weinig en hij werd meerdere malen verhuurd; aan achtereenvolgens AFC Bournemouth, Preston North End, Crystal Palace FC en Sheffield Wednesday FC.
In augustus 2008 keerde Songo'o terug naar Spanje om bij Real Zaragoza, destijds een club uit de Segunda División A, te gaan spelen. Toen deze promoveerde en hij zijn basisplaats verloor werd er in januari 2010 besloten om hem te verhuren aan tweedeklasser Real Sociedad. In juni 2010 verliet hij transfervrij Zaragoza. In november 2010 tekende hij bij Albacete Balompié. In september 2011 liep hij een paar dagen stage bij Heracles Almelo, en in oktober van dat jaar bij Excelsior Rotterdam. Ondanks dat Mario Melchiot zeer positief sprak over de Kameroener, liepen de stages op niets uit. In 2012 speelde hij voor bij Portland Timbers. In het seizoen 2013/14 speelde Songo'o in Griekenland, eerst voor OA Glyfada en vanaf januari 2014 voor PAS Giannina.  

## Interlandcarrière
Songo'o won in 2005 met Frankrijk het EK onder-19. Uiteindelijk koos hij er voor om in zijn verdere interlandcarrière voor Kameroen te gaan spelen. Songo'o nam in 2008 met De Ontembare Leeuwen deel aan de Olympische Spelen. Hij speelde drie interlands voor Kameroen.
1 Costil ·
2 Josse ·
3 Mangani ·
4 El Mourabet ·
5 Thicot ·
6 Ducasse ·
7 Songo'o ·
8 Yahiaoui ·
9 Ménez ·
10 Nasri ·
11 Ben Arfa ·
12 Akakpo ·
13 Apo ·
14 Constant ·
15 Marseille ·
16 Riou ·
17 Cesto ·
18 Benzema ·
Coach: Bergeroo
1 Tignyemb ·
2 Baning ·
3 Ghomsi ·
4 Bikey ·
5 Song ·
6 Mbia ·
7 Mboua ·
8 Mandjeck ·
9 Songo'o ·
10 Bekamenga ·
11 Bebbe ·
12 Bebey ·
13 N'Koulou ·
14 Chedjou ·
15 N'Gal ·
16 Mayebi ·
17 Ollé Ollé ·
18 Enam ·
Coach: Martin Ntoungou